# Southwind Airlines
Southwind Airlines — турецкая чартерная авиакомпания, базирующаяся в Анталье.

## История
16 апреля 2022 года было заявлено об основании авиакомпании Southwind Airlines с целью выполнения полётов из России в Турцию.

7 июня 2022 года авиакомпания получила временное разрешение на выполнение полётов сроком на 6 месяцев, а 12 августа выполнила свой первый рейс из Антальи в Пермь. В период с 13 по 15 августа были также совершены перелёты в Санкт-Петербург, Новосибирск, Уфу, Екатеринбург, Челябинск, Казань из Антальи. Позже были открыты рейсы в Тбилиси.

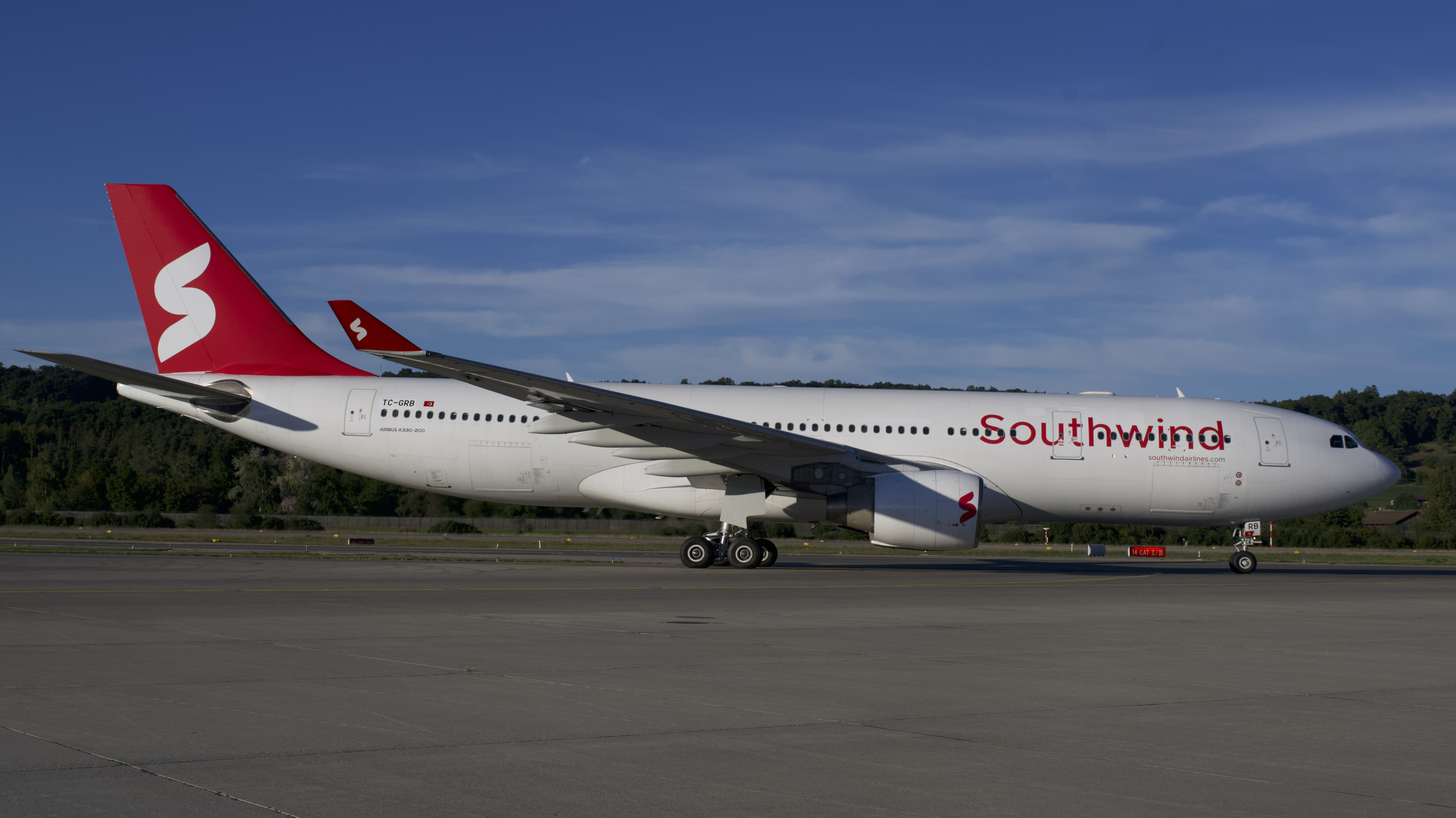
Airbus A330-200 Southwind Airlines

В декабре 2023 года немецкий таблоид Bild опубликовал статью, согласно которой Southwind Airlines является турецкой лишь формально, фактически же она контролируется российской группой Pegas Touristik. Большая часть персонала и 3 самолёта были предоставлены авиакомпанией Nordwind Airlines, которой владеет Pegas Touristik. Кроме того, журнал сослался на внутреннюю информацию МВД Польши и отчёты польских служб безопасности, согласно которым авиакомпания участвует в создании организованного потока беженцев в Европу через Беларусь и Россию, являющегося частью «гибридной операции» российского и белорусского режимов против стран запада.

## Санкции
В июне 2023 г. власти США запретили полёты в Россию самолетам Boeing 737 MAX авиакомпании, этими рейсами летали клиенты российских туроператоров.
С 29 марта 2024 года страны Евросоюза закрыли своё воздушное пространство для полётов авиакомпании Southwind Airlines из-за санкций против России, введённых после вторжения в Украину.  Ранее Финляндия запретила Southwind Airlines полёты над своей территорией, поскольку авиационное агентство Traficom выявило нарушения европейского законодательства, по данным финских властей, компанию фактически контролируют не турецкие физические и юридические лица, а российские — они основали Southwind Airlines, а большую часть персонала и авиапарка была арендована у российской Nordwind Airlines.

## Флот
По состоянию на январь 2024 года флот авиакомпании Southwind Airlines состоит из 11 самолётов, средний возраст которых составляет 11.6 лет: